# كياسر
كياسر (بالفارسية: کیاسر) هي مدينة تقع في إيران في Chahardangeh District. يقدر عدد سكانها بـ 3,590 نسمة .